# 貨櫃船

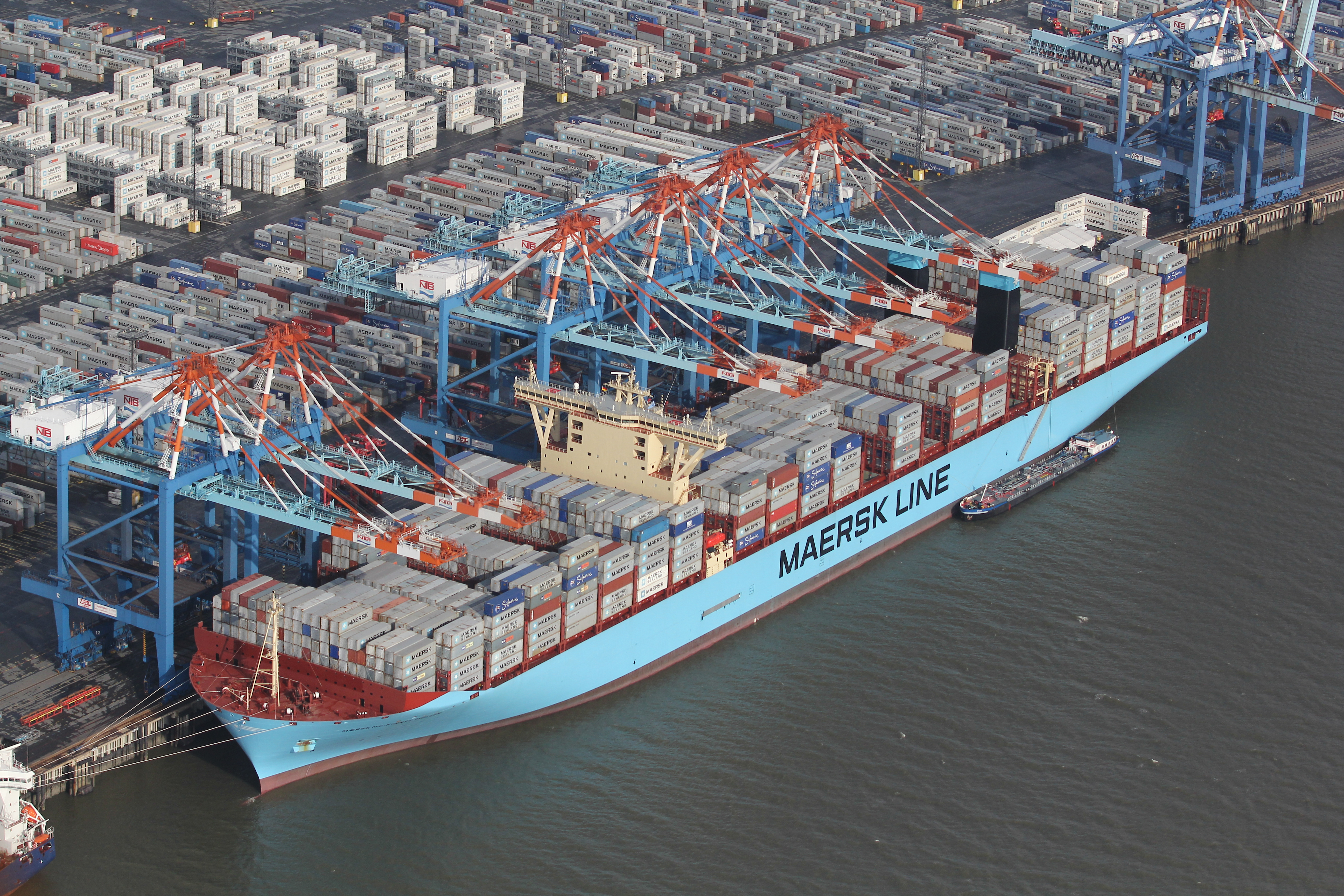
正在進行貨櫃裝卸作業、18,270TEU的馬士基·麥金尼·慕勒號曾一度是世界上載運量最大的貨櫃輪。2013年8月攝於德國不來梅港。

貨櫃船是專門運輸貨櫃的船舶。由於貨櫃又名「集裝箱」，因此貨櫃船也可稱為集裝箱船。1960年代航運業開始採用貨櫃運輸，在此之前運輸同類貨物只能使用散貨船，貨物裝卸十分費時，因此貨櫃運輸船舶的出現開始了水路運輸的一個新時代：貨櫃運輸使得物流速度更快，安全性更高。配合貨櫃運輸的需求，各國的港口也開始設置起重機、貨櫃卡車站等等支援設施。

## 技術革新

### 世代

#### 超巴拿馬型貨櫃船（Post-Panamax）

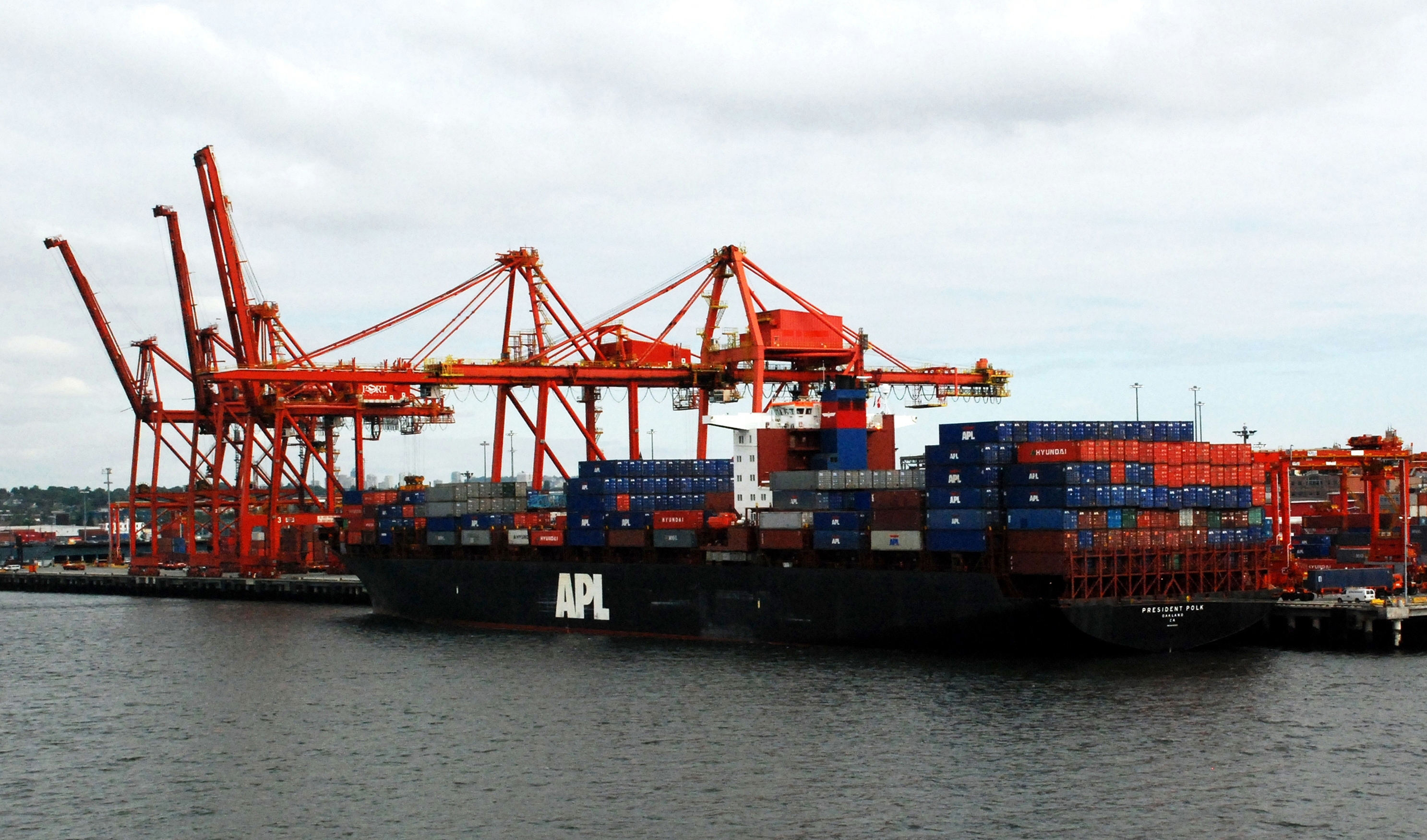
位於溫哥華的President Polk（攝於2007年6月18日）

第一代超巴拿馬型貨櫃船是美國總統輪船旗下五艘C-10級貨櫃船。它們分別由不來梅伏爾鏗造船廠和霍瓦茲船廠於1988年建造。全長275米，寬38.5米。總噸位61,296噸，載重噸位53,613噸，最大載櫃量為4340TEU。
1991年，南韓的三星重工為法國公司CGM（今為CMA CGM）建造的CGM Normandie投入服務。容量為4743TEU，是歐洲-遠東航線中第一艘超巴拿馬型船舶。
1994至1995年，由三菱重工業為航運公司鐵行渣華的超巴拿馬型貨櫃船Nedlloyd Hong Kong和Nedlloyd Honshu分別交付並投入服務。1994年12月，日本石川島播磨重工業（現改名為IHI公司）為日本郵船建造的三艘日郵Altair級船舶開始投入營運，該船長度由原本的275米，加長至299米，令其載櫃量增至4943TEU。
1995年，海運公司商船三井的五艘型號相同的船舶開始交付。8月29日，東方海外旗下5344TEU船隻OOCL California投入營運。9月，霍瓦茲船廠和大宇造船又為美國總統輪船建造了6艘超巴拿馬型船。當時（直到1999年初），該公司擁有最大的超巴拿馬型船隊，共有11艘此類型的船。
1996年1月，快桅旗下船隻Regina Mærsk投入服務，該船成為有史以來第一艘超大型貨櫃船(VLCS)，也是第一艘長度突破300米的貨櫃船。憑著7403TEU的最大載櫃量成為全球最大的貨櫃船。

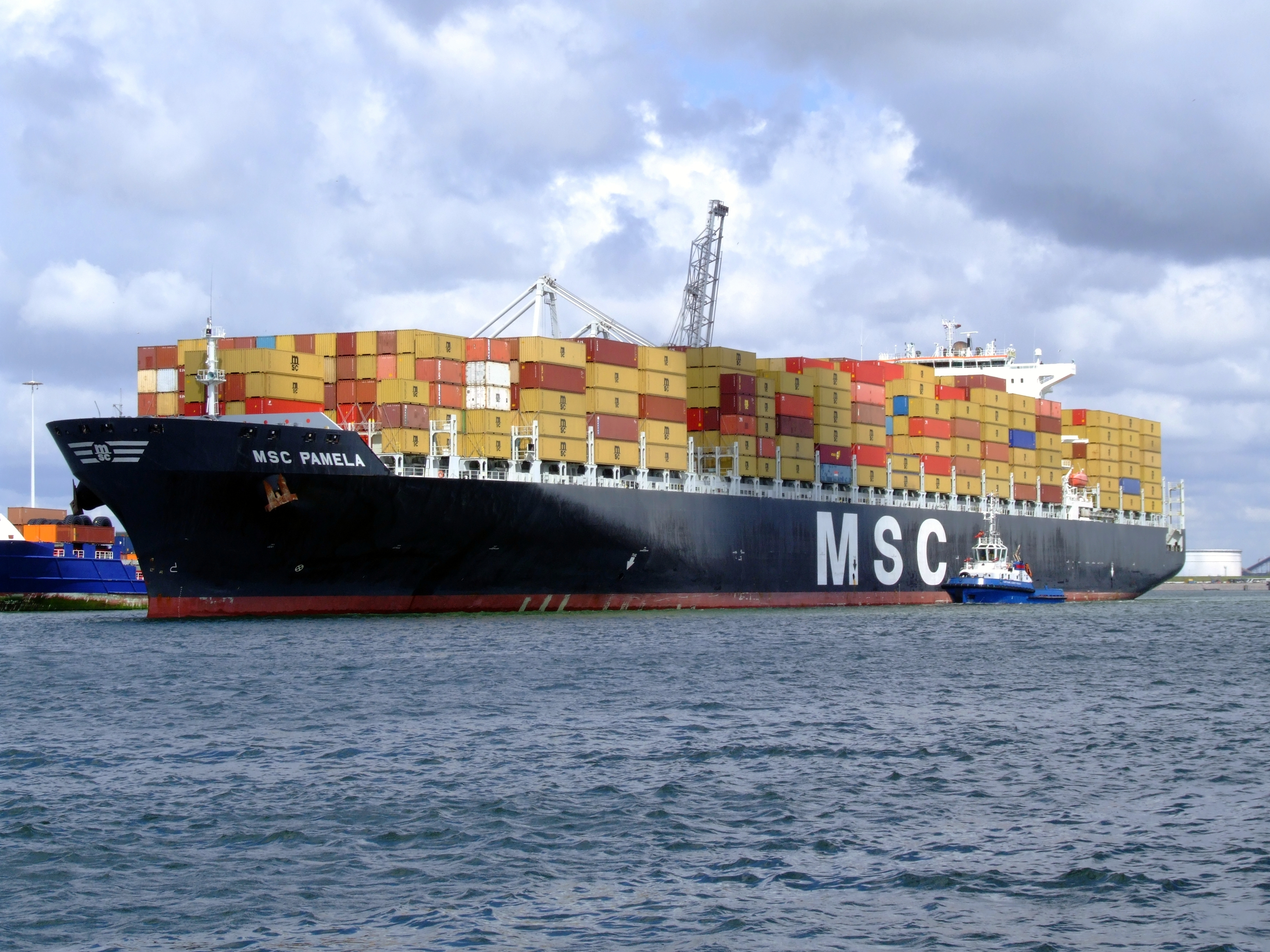
位於鹿特丹港的MSC Pamela（攝於2007年7月29日）

2005年7月11日，地中海航運公司旗下貨櫃船MSC Pamela投入服務，成為第一艘全寬達到45米的貨櫃船。
2008年10月17日，法國達飛海運集團旗下貨櫃船CMA CGM Vela投入服務，該船能容納11262TEU，成為第一艘最大載櫃量突破10000TEU的超巴拿馬型貨櫃船。。

#### 超大型貨櫃船（VLCS）

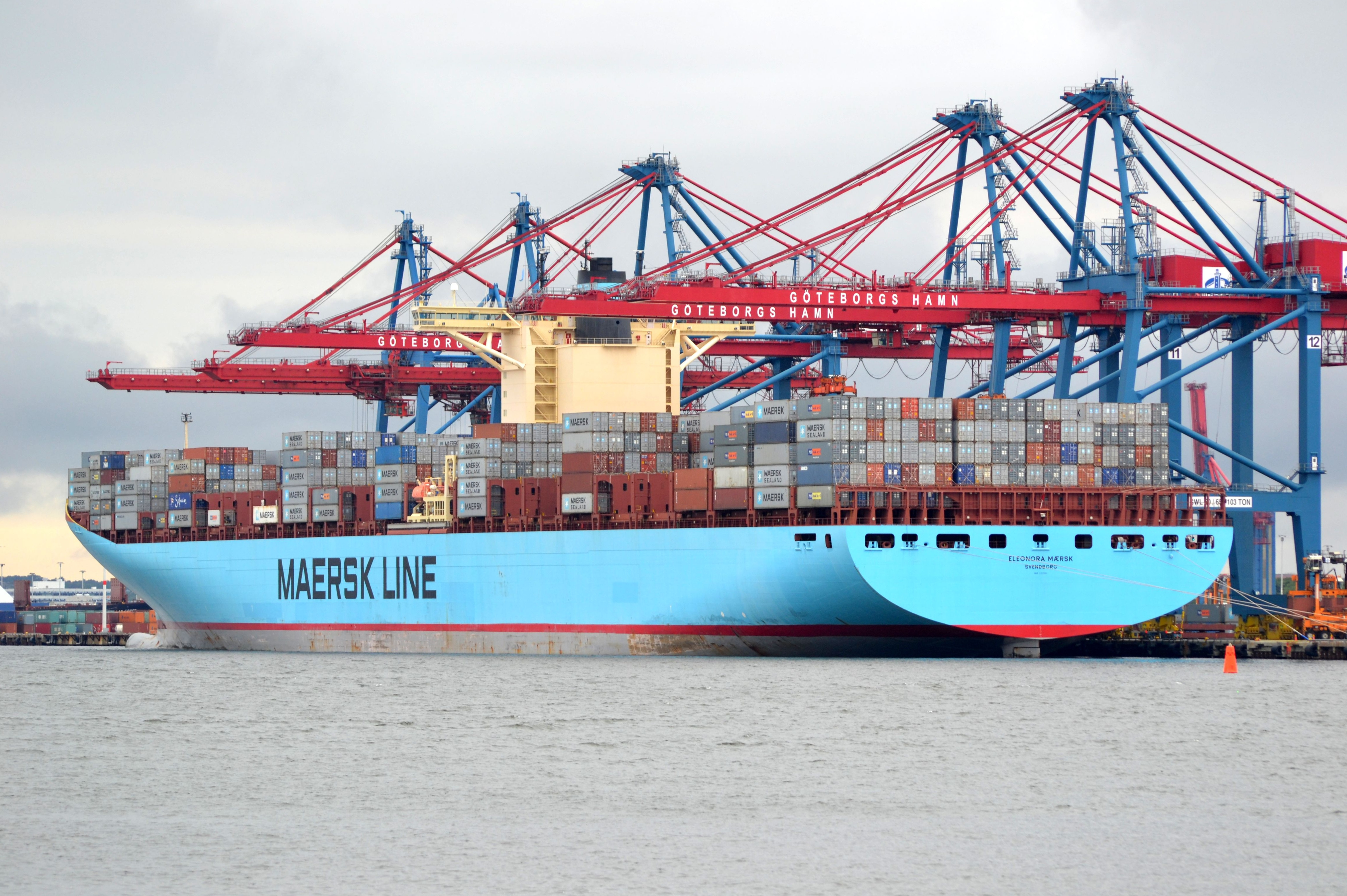
位於漢堡港的Eleonora Mærsk（攝於2011年5月31日）

由丹麥歐登塞鋼船廠建造的艾瑪·馬士基號2006年9月投入服務，最大載櫃量達到15500TEU。動力引擎為瓦錫蘭（Wärtsilä）14RTFLEX96-C。快桅E級的8艘船的名稱皆是以「E」字頭的人名命名。全長397米，寬56.4米，最大吃水深度16米。並配備1000個冷藏櫃插座用於裝載冷藏櫃。
此系列船隻於2016開始進行升級，改裝工程由青島北海船舶重工公司負責，主要將駕駛台的高度加高以便將貨櫃堆疊到甲板上更高的位置，令最大載櫃量由原先的15500TEU，提高至17816TEU。

#### 新巴拿馬型貨櫃船（New-Panamax）

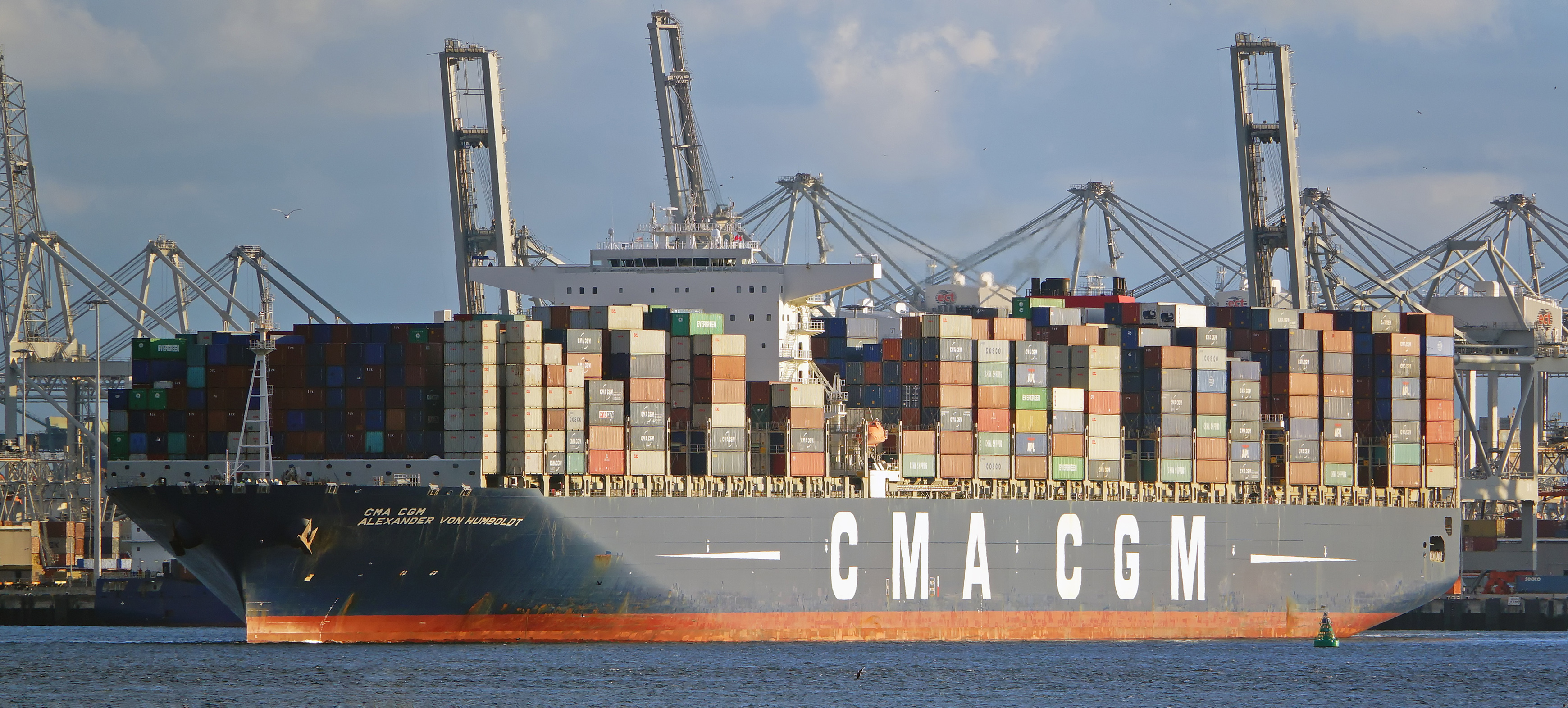
位於鹿特丹港的CMA CGM Alexander Von Humboldt（攝於2017年7月24日）

2008年，地中海航運公司旗下雙島式（Twin Island）貨櫃船MSC Daniela投入服務。全長366米，寬51.2米，專為巴拿馬運河新閘道以設計，最大載櫃量為13798TEU，其餘7艘姊妹船也於隨後一兩年陸續投入服務。
2012年11月15日，第一艘可裝載16000TEU的雙島式貨櫃船CMA CGM Marco Polo交付，全396米，寬54米，最大載櫃量為16022TEU。
2015年3月31日，第一艘可裝載17722TEU的新巴拿馬型貨櫃船CMA CGM Kerguelen交付，全398米，寬54米，最大載櫃量為16022TEU。

#### 極大型貨櫃船（ULCS）

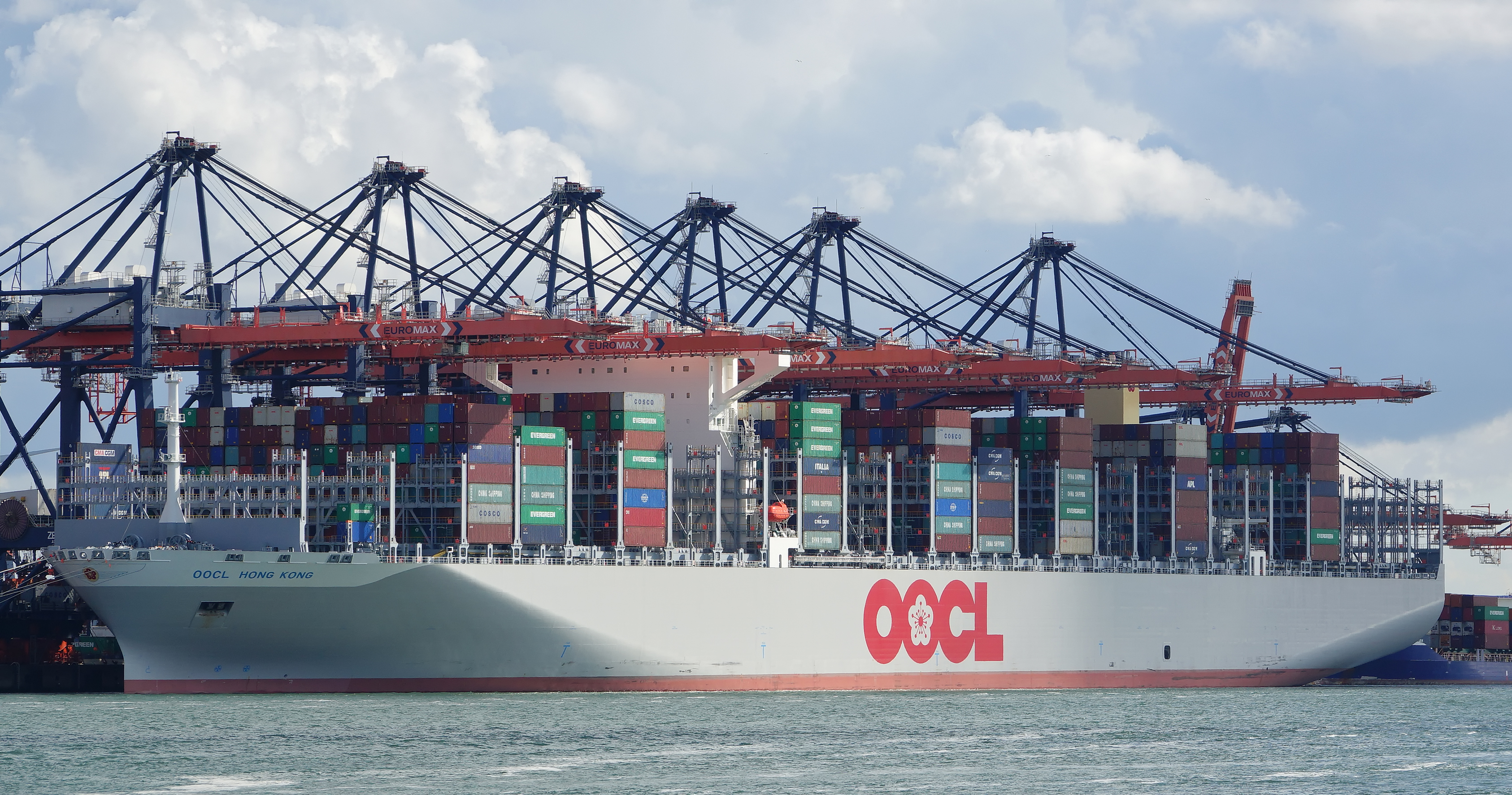
位於鹿特丹港的OOCL Hong Kong（攝於2017年9月15日）

2011年2月，馬士基宣布一份關於全新3E系列貨輪的訂單。該訂單要求3E系列能容納18000TEU。，並且也十分關注船舶的低耗油量。在初始合同中，這一系列將由韓國大宇造船海洋株式會社建造10艘，合同價值19億美金（約合2萬億韓元），並且馬士基有繼續購買20艘該系列的選擇權。在2011年6月，馬士基宣布再訂購10艘（價值19億美金）
2013年，馬士基向南韓大宇造船訂造的3E級船舶開始陸續按期限交付使用，這批船全長399米，寬58米，能容納18270TEU，成為當時世界上載運量最大的貨櫃船。
2015年2月下旬，日本海運公司商船三井（現為海洋網聯船務）向三星重工和今治造船訂購6艘20000TEU，首艘MOL Triumph於2017年3月27日投入營運，該船能容納20170TEU，成為第一艘最大載櫃量達到20000TEU的貨櫃船。
2017年5月18日，東方海外旗下船隻OOCL Hong Kong投入營運，該船最大載櫃量達到21413TEU，成為第一艘最大載櫃量達到21000TEU的貨櫃船。

#### 極大巨無霸型貨櫃船（Megamax）

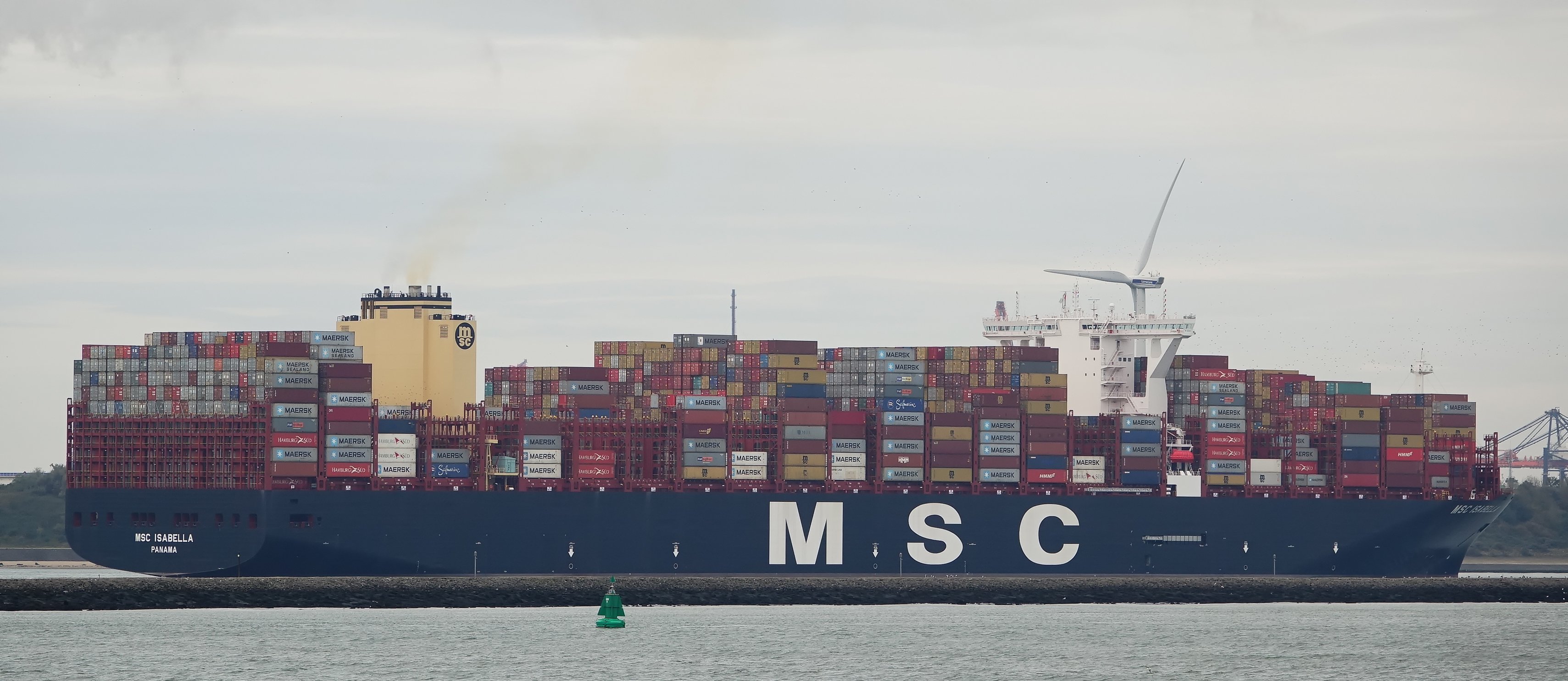
位於鹿特丹港的MSC Isabella（攝於2019年10月15日）

隨著20000TEU的貨櫃船出現，各船公司也紛紛開始訂造載櫃量達到23000TEU的貨櫃船，設計上主要是把船橋的高度加高和推前以便將貨櫃堆疊到更高的位置，並將全寬從原本的58米加長至61米，而且採用孤度較大的船艏外張，令其甲板上可裝載24排貨櫃。
2019年7月4日，地中海航運公司旗下第一艘極大巨無霸型貨櫃船MSC Gülsün投入服務，該船的最大載櫃量從原本極大型貨櫃船（ULCS）的21000TEU，增加至23756TEU。

### 全球載櫃量最大的貨櫃船紀錄

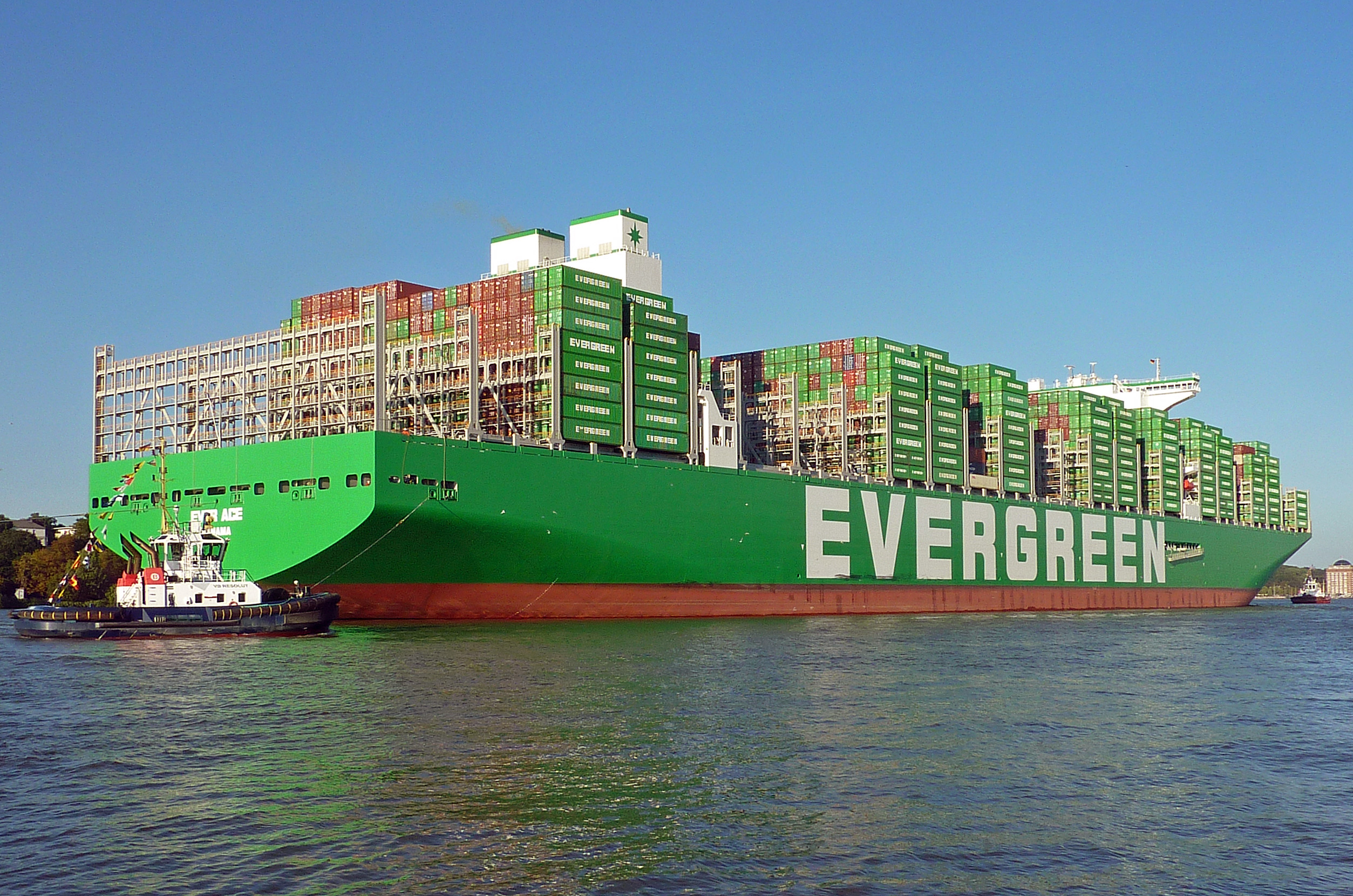
長範輪為現時全球載櫃量最大的貨櫃船

| 建造日期   | 紀錄保持時間 | 船名                   | 全長   | 全長    | 寬度  | 寬度  | 最大載櫃量       | 總噸位  | 營運商                          | 建造者         | 註冊地     | 圖片 | 參考資料          |
| 建造日期   | 紀錄保持時間 | 船名                   | (m)    | (ft)    | (m)   | (ft)  | 最大載櫃量       | 總噸位  | 營運商                          | 建造者         | 註冊地     | 圖片 | 參考資料          |
| ---------- | ------------ | ---------------------- | ------ | ------- | ----- | ----- | ---------------- | ------- | ------------------------------- | -------------- | ---------- | ---- | ----------------- |
| 2021/7/29  |              | Ever Ace               | 399.97 | 1,312.2 | 61.52 | 201.8 | 23,992           | 235,579 | 長榮海運（ 臺灣）               | 三星重工       | 巴拿马     |      |                   |
| 2020/4/24  | 461日        | HMM Algeciras          | 399.9  | 1,312   | 61.18 | 200.7 | 23,964           | 228,283 | 現代商船（ ）                   | 大宇造船       | 巴拿马     |      | [ 5 ] [ 6 ] [ 7 ] |
| 2019/7/4   | 294日        | MSC Gülsün             | 399.9  | 1,312   | 61.53 | 201.9 | 23,756           | 232,618 | 地中海航運公司（ 瑞士）         | 三星重工       | 巴拿马     |      | [ 8 ]             |
| 2017/5/18  | 777日        | OOCL Hong Kong         | 399.87 | 1,311.9 | 58.8  | 193   | 21,413           | 210,890 | 东方海外货柜航运公司（ 香港）   | 三星重工       | 香港       |      | [ 9 ]             |
| 2017/4/7   | 41日         | Madrid Mærsk           | 399.96 | 1,312.2 | 58.6  | 192   | 20,568           | 214,286 | 快桅（ 丹麦）                   | 大宇造船       | 丹麦       |      | [ 10 ]            |
| 2017/3/27  | 11日         | MOL Triumph            | 399.96 | 1,312.2 | 58.8  | 193   | 20,170           | 210,678 | 海洋网联船务（ 日本）           | 三星重工       | 马绍尔群岛 |      | [ 11 ]            |
| 2015/5/8   | 689日        | Barzan                 | 400.0  | 1,312.3 | 58.6  | 192   | 19,870           | 195,636 | 赫伯羅特（ 德国）               | 現代三湖重工業 | 馬爾他     |      | [ 12 ]            |
| 2014/12/29 | 130日        | MSC Oscar              | 395.47 | 1,297.5 | 59.08 | 193.8 | 19,224           | 192,237 | 地中海航運公司（ 瑞士）         | 大宇造船       | 丹麦       |      | [ 13 ]            |
| 2014/11/18 | 31日         | CSCL Globe             | 399.67 | 1,311.3 | 58.73 | 192.7 | 18,982           | 187,541 | 中國遠洋海運集團（ 中国）       | 現代重工       | 香港       |      |                   |
| 2013/7/3   | 503日        | Mærsk Mc-Kinney Møller | 399.2  | 1,310   | 58    | 190   | 18,270           | 194,849 | 快桅（ 丹麦）                   | 大宇造船       | 丹麦       |      | [ 14 ]            |
| 2012/11/5  | 240日        | CMA CGM Marco Polo     | 396    | 1,299   | 53.6  | 176   | 16,022           | 176,546 | 法國達飛海運集團（ 法國）       | 大宇造船       | 巴哈马     |      | [ 15 ] [ 16 ]     |
| 2006/8/31  | 2258日       | Emma Mærsk             | 397.71 | 1,304.8 | 56.4  | 185   | 15,500（17,816） | 170,974 | 快桅（ 丹麦）                   | 奧登塞鋼船廠   | 丹麦       |      | [ 17 ]            |
| 2006/6/22  | 70日         | Xin Los Angeles        | 336.7  | 1,105   | 45.6  | 150   | 9,580            | 108,069 | 中國遠洋海運集團（ 中国）       | 三星重工       | 香港       |      |                   |
| 2006/2/22  | 120日        | COSCO Guangzhou        | 350.56 | 1,150.1 | 42.8  | 140   | 9,383            | 109,149 | 中國遠洋海運集團（ 中国）       | 現代重工       | 馬爾他     |      | [ 18 ]            |
| 2005/7/11  | 226日        | MSC Pamela             | 336.64 | 1,104.5 | 45.64 | 149.7 | 9,178            | 108,930 | 地中海航運公司（ 瑞士）         | 三星重工       | 巴拿马     |      | [ 19 ]            |
| 2005/6/9   | 32日         | Gudrun Mærsk           | 366.93 | 1,203.8 | 42.94 | 140.9 | 9,074 （11,078） | 99,887  | 快桅（ 丹麦）                   | 奧登塞鋼船廠   | 丹麦       |      | [ 20 ]            |
| 2005/3/30  | 71日         | Colombo Express        | 335.47 | 1,100.6 | 42.94 | 140.9 | 8,749            | 93,570  | 赫伯羅特（ 德国）               | 現代重工       | 德国       |      | [ 21 ]            |
| 2004/4/27  | 337日        | CSCL Asia              | 334    | 1,096   | 42.8  | 140   | 8,468            | 90,645  | 中國遠洋海運集團（ 中国）       | 三星重工       | 香港       |      |                   |
| 2003/3/3   | 421日        | Axel Mærsk             | 352.25 | 1,155.7 | 42.94 | 140.9 | 8,272 （9,318）  | 93,511  | 快桅（ 丹麦）                   | 奧登塞鋼船廠   | 丹麦       |      | [ 22 ]            |
| 1997/9/1   | 2009日       | Sovereign Mærsk        | 346.98 | 1,138.4 | 42.1  | 138   | 8,160 （9640）   | 92,198  | 快桅（ 丹麦）                   | 奧登塞鋼船廠   | 丹麦       |      | [ 23 ]            |
| 1996/1/30  | 580日        | Regina Mærsk           | 318.24 | 1,044.1 | 42.8  | 140   | 7,403            | 81,488  | Costamare（ 希腊、 马绍尔群岛） | 奧登塞鋼船廠   | 利比里亚   |      | [ 24 ]            |
| 1995/8/21  | 162日        | OOCL California        | 276.01 | 905.5   | 40    | 130   | 5,344            | 66,046  | 东方海外货柜航运公司（ 香港）   | 三菱重工       | 香港       |      | [ 25 ]            |
| 1994/12/16 | 248日        | ONE ALTAIR             | 299.95 | 984.1   | 37.1  | 122   | 4,953            | 60,117  | 地中海航運公司（ 瑞士）         | IHI公司        | 英国       |      |                   |
| 1991/2/6   | 1409日       | Hannover Express       | 294    | 965     | 32    | 105   | 4,639            | 53,783  | 赫伯羅特（ 德国）               | 三星重工       | 百慕大     |      |                   |

## 造船廠
能建造7000TEU或以上大型集裝箱船的造船廠，包括：

### 歐洲
- 歐登塞鋼船廠（丹麥語：Odense Staalskibsværft）（2012年關閉）， 丹麦

### 亞洲
大韓民國（南韓）

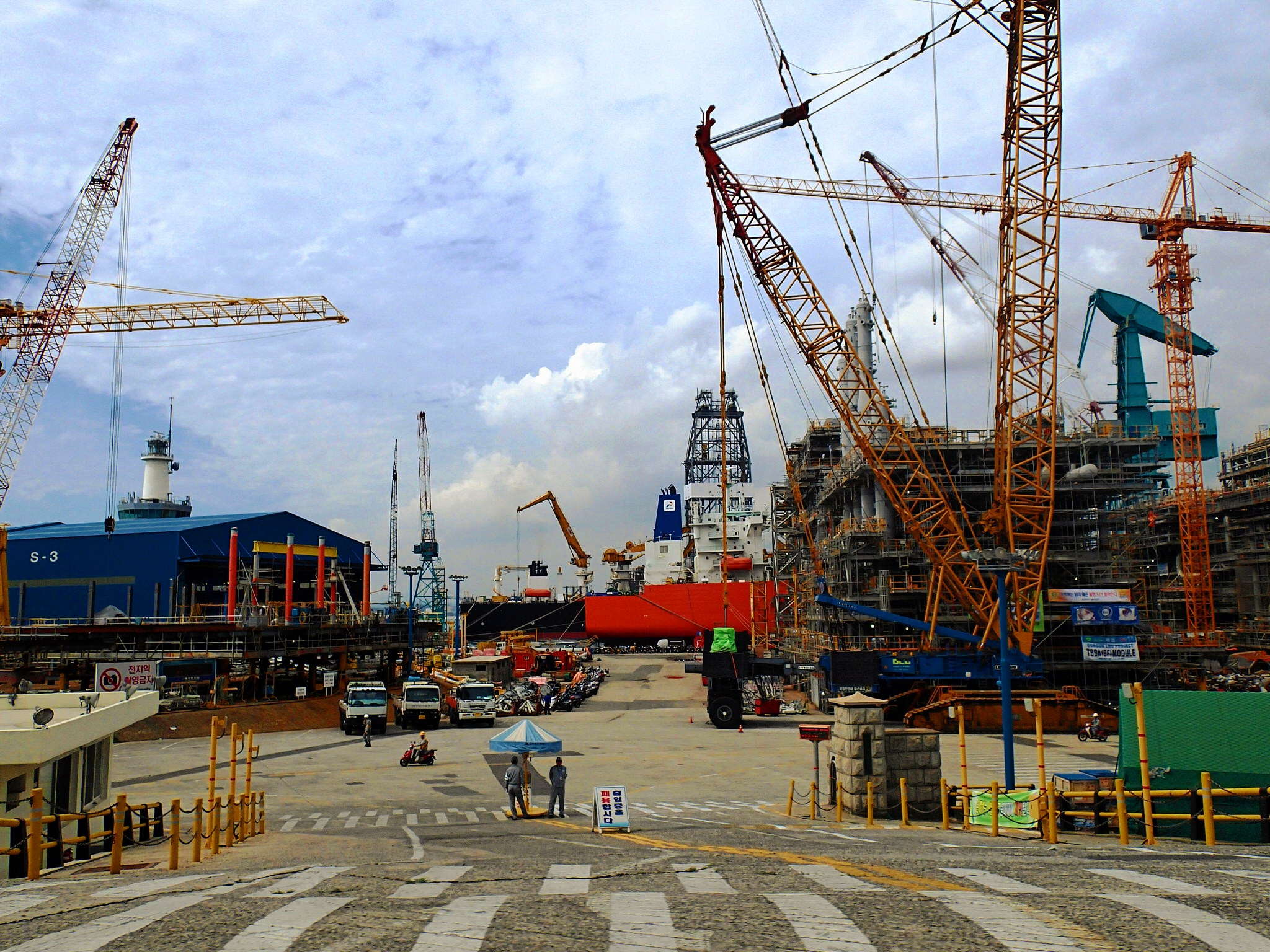
現代重工業

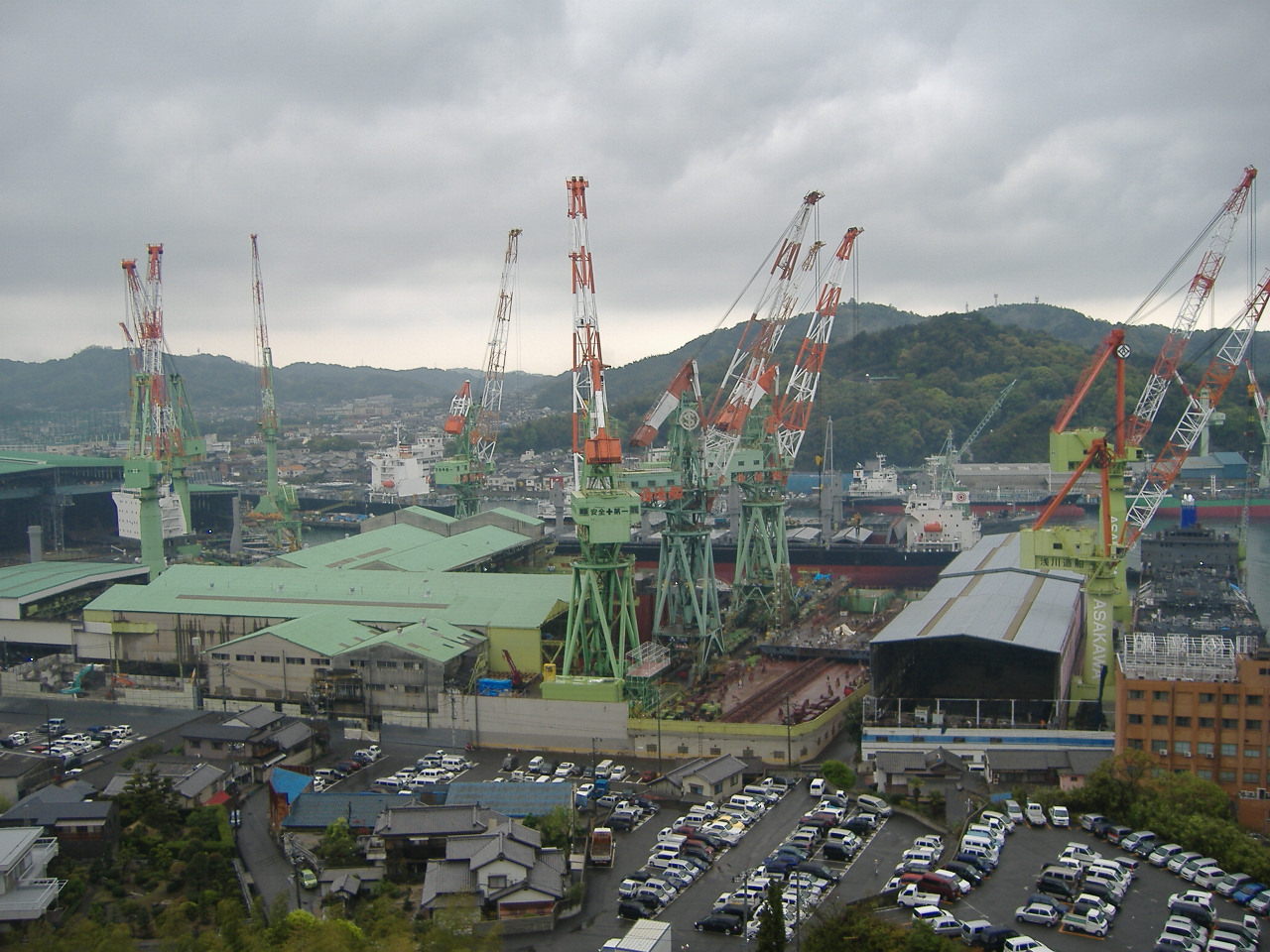
今治造船廠

- 現代重工業（：／ Hyeondae Junggongeop）
- 現代三湖重工業（：／ Hyeondae Samho Junggongeop）
- 三星重工
- 大宇造船海洋株式會社（韓語：대우조선해양）
- 韓進重工業（韓語：한진중공업）

 日本
- IHI公司（日語：株式会社IHI）
- 今治造船（日语：／ Imabari Zōsen Kabushiki-gaisha）
- 三菱重工業株式會社（日语：／ Mitsubishi Jūkōgyō Kabushiki-kaisha）
- 川崎重工業株式會社（日语：／ Kawasaki Jūkōgyō Kabushiki-gaisha）
- 日本海洋聯合

 中華民國臺灣
- 台灣國際造船公司（英語：CSBC Corporation）

 中国大陆
- 南通中遠川崎船舶有限公司（英語：Nantong COSCO KHI Ship Engineering Co Ltd）
- 江南造船（英語：Jiangnan Shipyard（Group）Co.,Ltd.）
- 滬東中華造船（集團）有限公司（英語：Hudong–Zhonghua Shipbuilding (Group) Co., Ltd.）

## 貨櫃航運商
| - 2M联盟20% | - THE联盟30% | - 海洋联盟39% |

| 排名 | 公司                                          | 國家           | 裝運能力（TEU） | 貨櫃船數量 | 市佔率 |
| ---- | --------------------------------------------- | -------------- | --------------- | ---------- | ------ |
| 1    | 地中海航運公司                                | 瑞士           | 4,284,728       | 645        | 17%    |
| 2    | 快桅                                          | 丹麦           | 4,277,274       | 736        | 17%    |
| 3    | 法国达飞海运集团                              | 法國           | 3,166,621       | 566        | 12.6%  |
| 4    | 中国远洋海运集团                              | 中华人民共和国 | 2,932,779       | 479        | 11.6%  |
| 5    | 赫伯罗特                                      | 德国           | 1,745,032       | 251        | 6.9%   |
| 6    | 海洋网联船务 （日本郵船、商船三井、川崎汽船） | 日本           | 1,540,540       | 210        | 6.1%   |
| 7    | 長榮海運                                      | 中華民國       | 1,477,644       | 204        | 5.9%   |
| 8    | 現代商船                                      | 大韓民國       | 819,790         | 75         | 3.3%   |
| 9    | 陽明海運                                      | 中華民國       | 662,047         | 90         | 2.6%   |
| 10   | 萬海航運                                      | 中華民國       | 417,006         | 146        | 1.7%   |
| 11   | 以星綜合通運股份有限公司                      | 以色列         | 415,376         | 109        | 1.6%   |
| 12   | 太平船務                                      | 新加坡         | 266,667         | 83         | 1.1%   |
| 13   | 高麗海運                                      |                | 161,248         | 69         | 0.6%   |
| 14   | 伊朗伊斯蘭共和國航運公司                      | 伊朗           | 150,040         | 33         | 0.6%   |
| 15   | Unifeeder                                     | 丹麦           | 143,608         | 97         | 0.6%   |
| 16   | X-Press Feeders                               | 新加坡         | 142,881         | 92         | 0.6%   |
| 17   | 山東國際貨運公司                              | 中华人民共和国 | 142,602         | 95         | 0.6%   |
| 18   | 中谷物流                                      | 中华人民共和国 | 124,621         | 100        | 0.5%   |
| 19   | 德翔海運                                      | 中華民國       | 105,603         | 51         | 0.4%   |
| 20   | 長錦商船                                      |                | 97,823          | 71         | 0.4%   |
| 21   | 安通控股(QASC)                                | 中华人民共和国 | 95,344          | 97         | 0.4%   |
| 22   | 中聯航運                                      | 中华人民共和国 | 85,212          | 34         | 0.3%   |
| 23   | 宏海箱運                                      | 泰國           | 79,904          | 39         | 0.3%   |
| 24   | Sea Lead Shipping                             | 新加坡         | 77,836          | 22         | 0.3%   |
| 25   | SM Line                                       |                | 70,594          | 14         | 0.3%   |
| 26   | 美森輪船                                      | 美国           | 68,322          | 30         | 0.3%   |
| 27   | Global Feeder Shipping LLC                    | 阿联酋         | 64,864          | 21         | 0.3%   |
| 28   | 阿爾卡斯集裝箱運輸                            | 土耳其         | 55,847          | 33         | 0.2%   |
| 29   | 太古船務                                      | 新加坡         | 49,363          | 25         | 0.2%   |
| 30   | 中國外運                                      | 中华人民共和国 | 61,058          | 36         | 0.2%   |

2005年5月11日，馬士基-海陸公司正式宣布以29.6億美元（約23億歐元）收購鐵行渣華。5月10日，鐵行渣華的股價為41美元，馬士基-海陸公司在2005年8月5日結束的收購要向股東提供每股57美元的報價。收購於2005 年8月中旬完成。鐵行渣華到2006年2月已不復存在。並完全拼入到馬士基中。通過收購，馬士基將其在全球集裝箱運輸中的市場佔有率從12%增加到18%。

### 歷史

#### 1970年代
- 1970年9月1日，赫伯和羅德公司以「赫伯羅特」的名義合併運營。1972年，赫伯羅特與日本郵船、商船三井、東方海外和邊行海運共同組建了「特里奧聯盟」（Trio），開始在歐洲和東亞之間的全貨櫃服務採用共同的時間表和船舶管理。
- 1971年，荷蘭四大航運公司以「渣華」的名義合併運營

#### 1980年代
- 1987年1月1日，鐵行輪船公司完成收購Overseas Container Limited
- 1988年，海陸公司收購已破產美國輪船公司。韓進貨櫃運輸公司與韓國航運公司合拼，更名為韓進海運。

#### 1990年代
- 1993年，馬士基完成收購邊航輪船有限公司（英语：Ben Line Agencies）和寶隆洋行
- 1994年，Senator Lines、Bremen和 DSR、Rostock合併。
- 1995年，加拿大太平洋航運有限公司（英语：CP Ships）收購Cast Group。
- 1996年，薩非航運（英语：Safmarine）收購CMB。Compagnie Maritime d'Affrètement（CMA）收購Compagnie Générale Maritime（CGM），成為現在的法國達飛海運集團。12月，鐵行輪船公司及渣華（英语：Nedlloyd）合併成立鐵行渣華。
- 1997年，加拿大太平洋航運有限公司（英语：CP Ships）收購萊克斯輪船有限公司（英语：Lykes Brothers Steamship Company）和康特適普集裝箱班輪公司（英语：Contship Containerlines）。韓進海運收購勝利航運有限公司（英语：Senator Lines）。
- 1998年，東方海皇航運收購美國總統輪船公司。法國達飛海運集團收購澳洲國家航運（英语：Australian National Line）。長榮海運收購義大利海運（英语：Italia Marittima）。鐵行渣華收購藍星輪船公司（英语：Blue Star Line）。
- 1999年，馬士基收購薩非航運（英语：Safmarine），11月，再收購海陸公司。

#### 2000年代
- 2000年，加拿大太平洋航運有限公司（英语：CP Ships）收購Group TMM。鐵行渣華收購法雷爾航運公司（英语：Farrell Lines）。
- 2005年8月，馬士基收購鐵行渣華，12月再收購法雷爾航運公司（英语：Farrell Lines）。赫伯羅特收購加拿大太平洋航運有限公司（英语：CP Ships）。
- 2006年1月，法國達飛海運集團收購達貿國際輪船公司（英语：Delmas (shipping company)）。
- 2007年12月，漢堡南美船務集團（英语：Hamburg Süd）收購Costa Container Lines SpA。

#### 2010年代
- 2014年4月，赫伯羅特與智利南美輪船（英语：CSAV）合併。
- 2016年，赫伯羅特與阿拉伯國家聯合輪船公司（德语：United Arab Shipping Company）合併。中遠集團和中海集運合拼，成為中國遠洋海運集團。法國達飛海運集團收購了東方海皇航運。
- 2017年12日，馬士基收購漢堡南美船務集團（英语：Hamburg Süd）。
- 2018年4月，日本三間船公司商船三井、川崎汽船和日本郵船合併成立海洋網聯船務。

## 相關条目
- 貨櫃碼頭
- 世界上集装箱吞吐量最大的港口列表
- 世界上超大型貨櫃船列表
- 集裝箱
- 散货船
- 液货船